# Redłowo
Redłowo est un arrondissement de la ville de Gdynia.

## Historique
Les premières information sur Redłowo remontent aux XIIe et XIIIe siècles sous le nom de Radłowo. Le nom actuel de Redłowo n'a été adopté qu'en 1888.

## Caractéristiques

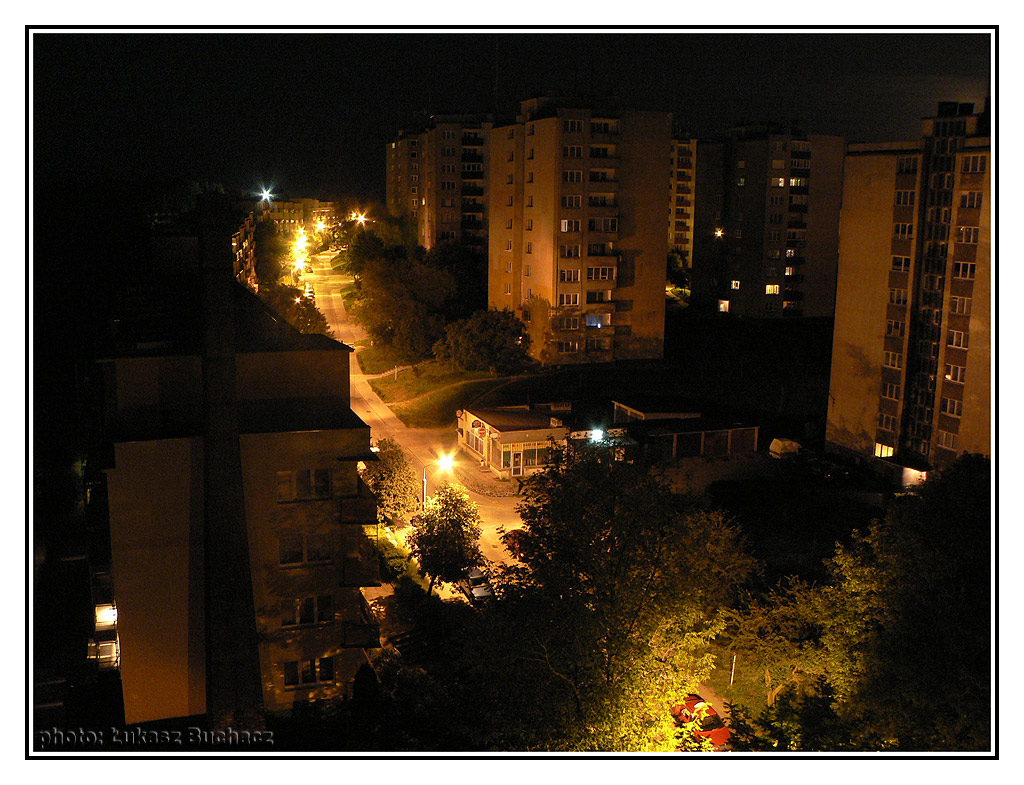
Redłowo la nuit

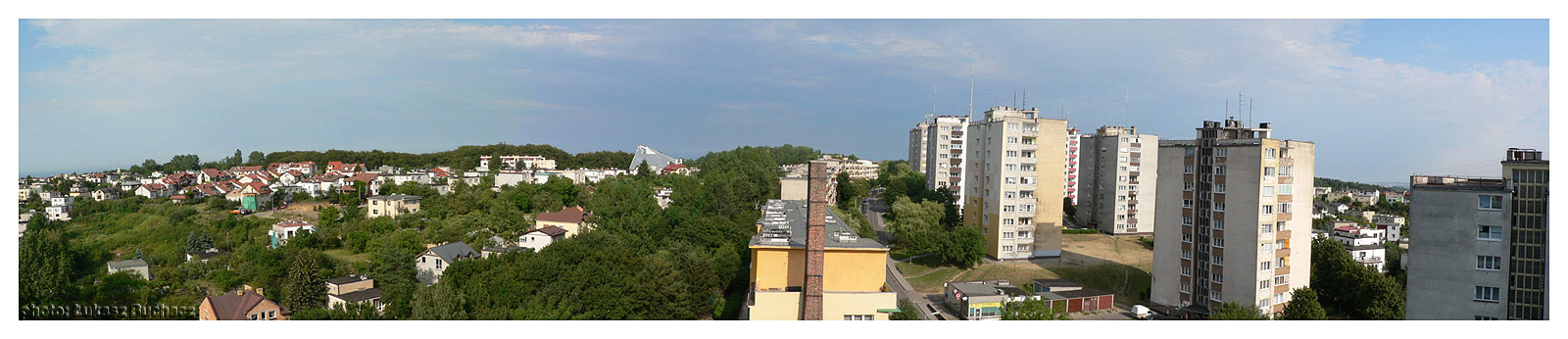
Vue panoramique de Redłowo